# Уасиджа (тауншип, Миннесота)
Уасиджа (англ. Wasioja) — тауншип в округе Додж, Миннесота, США. На 2000 год его население составило 963 человека.

## География
По данным Бюро переписи населения США площадь тауншипа составляет 93,5 км², из которых 93,5 км² занимает суша, водоёмов нет.

## Демография
По данным переписи населения 2000 года здесь находились 963 человека, 326 домохозяйств и 280 семей.  Плотность населения —  10,3 чел./км².  На территории тауншипа расположено 338 построек со средней плотностью 3,6 построек на один квадратный километр. Расовый состав населения: 96,99 % белых, 0,10 % афроамериканцев, 0,93 % азиатов, 0,73 % — других рас США и 1,25 % приходится на две или более других рас. Испанцы или латиноамериканцы любой расы составляли 1,04 % от популяции тауншипа.
Из 326 домохозяйств в 40,2 % воспитывались дети до 18 лет, в 78,5 % проживали супружеские пары, в 4,9 % проживали незамужние женщины и в 14,1 % домохозяйств проживали несемейные люди. 12,3 % домохозяйств состояли из одного человека, при том 4,0 % из — одиноких пожилых людей старше 65 лет. Средний размер домохозяйства — 2,95, а семьи — 3,20 человека.
31,0 % населения — младше 18 лет, 5,5 % — в возрасте от 18 до 24 лет, 30,6 % — от 25 до 44, 23,7 % — от 45 до 64, и 9,1 % — старше 65 лет. Средний возраст — 37 лет. На каждые 100 женщин приходилось 106,7 мужчин.  На каждые 100 женщин старше 18 приходилось 105,6 мужчин.
Средний годовой доход домохозяйства составлял 55 714 долларов, а средний годовой доход семьи —  60 515 долларов. Средний доход мужчин —  39 375  долларов, в то время как у женщин — 25 917. Доход на душу населения составил 19 834 доллара. За чертой бедности находились 5,4 % семей и 6,3 % всего населения тауншипа, из которых 6,8 % младше 18 и 12,4 % старше 65 лет.